# Henschia novalis
Henschia novalis är en insektsart som beskrevs av Vilbaste 1980. Henschia novalis ingår i släktet Henschia och familjen dvärgstritar. Inga underarter finns listade i Catalogue of Life.